# Александр (Зотос)
Епископ Александр (греч. Επίσκοπος Αλέξανδρος в миру Александр Зо́тос греч. Αλέξανδρος Ζώτος; 1871, Эдирне — 6 июля 1933, Хейбелиада) — архиерей Константинопольской православной церкви, епископ Трахейский (1928—1933), викарий Родосской митрополии.

## Биография
Родился в 1871 года в Адрианополе (ныне Эдирне) в Османской империи.
В 1896 году окончил Халкинскую богословскую школу после чего вступил в брак и был хиротонисан во диакона. 4 декабря 1905 года состоялась его хиротония во пресвитера.
Продолжил своё обучение в Мюнхене, где получил степень доктора философии в Мюнхенском университете, совмещая учёбу с окормлением греческих приходов в Берлине и Мюнхене.
В 1920 году вернулся в Константинополь, где был назначен ректором (схоларом) Великой школы нации. В 1925 году стал архиофилаксом Константинопольского патриархата.
6 января 1928 года был хиротонисан во епископа Трахейского, викария Родосской митрополии, но не смог выехать на Родос и остался в Константинополе архиофилаксом. В том же году был назначен профессором Варшавской богословской школы. Оставался в Польше до 1931 года, исполняя также должность апокрисиария Вселенского патриархата.
В декабре 1931 года был назначен ректором (схоларом) Халкинской богословской школы, но не смог выполнять свои обязанности и в марте 1932 года был назначен архиграмматеосом Синода.
Скончался 6 июля 1933 года на Халки (Хейбелиада).